# لیک سامرست، ایلینوی
لیک سامرست (به انگلیسی: Lake Summerset) یک حوزه سرشماری در ایالات متحده آمریکا است که در ایلینوی واقع شده‌است. لیک سامرست ۲٬۰۴۸ نفر جمعیت دارد.